# Кочко-Пожарский сельсовет
Кочко-Пожарский сельсове́т — муниципальное образование в Сергачском районе Нижегородской области. Имеет статус сельского поселения.
В состав сельсовета входит один населенный пункт — село Кочко-Пожарки.

## История
С 1929 года в Нижегородской и других губерниях начали образовываться национальные районы.
12 июля 1929 года на первом съезде в селе Кочко-Пожарки был организован Татарский район, с центром в этом селе.
А в 1932 году район был переименован в Кзыл-Октябрьский, районным центром стала село Уразовка. Район состоял из татарских сел.
В 1962 году Кзыл-Октябрьский район был ликвидирован, а его территорию присоединили к Сергачскому району.
В 1965 году Сергачский район был разделен на три района: Спасский, Сергачский и Краснооктябрьский.
В состав Сергачского района отошли по просьбе сельского населения такие крупные населенные пункты как село Кочки-Пожарки, Шубино, Пица, Камкино и Грибаново.
На территории сельсовета проживают татары, русские, мордва и люди других национальностей.
Статус и границы сельского поселения установлены Законом Нижегородской области от 15 июня 2004 года № 60-З «О наделении муниципальных образований — городов, рабочих посёлков и сельсоветов Нижегородской области статусом городского, сельского поселения».

## Население
| 2002 | 2010 | 2012 | 2013 | 2014 | 2015 | 2016 |
| ---- | ---- | ---- | ---- | ---- | ---- | ---- |
| 829  | ↘704 | ↘682 | ↘678 | ↘665 | ↘644 | ↘626 |
| 2017 | 2018 | 2019 | 2020 | 2021 |      |      |
| ↗632 | ↘622 | ↘600 | ↘587 | ↗617 |      |      |